# Jacinto Espinoza
Jacinto Espinoza (né le 24 novembre 1969) est un footballeur équatorien évoluant au poste de gardien de but qui joue dans le club équatorien du Deportivo Azogues. Il a joué notamment pour l'Alianza Lima et la LDU Quito.
Espinoza a été international équatorien de 1992 à 2004.